# Прапор Адхунтаса (Пуерто-Рико)

Прапор Адхунтас.

Прапор, який є символом муніципалітету Адхунтас, Пуерто-Рико, розділений по діагоналі на два трикутники, фіолетового та зеленого кольорів, між ними тонка біла смуга. У кожному полі розміщений білий лілійний хрест.

## Дизайн
Прапор розділений тонкою білою смугою по діагоналі на два трикутні поля. Поля фіолетово-зелені. У кожному полі розміщений білий лілійний хрест. Кольори запозичені з герба Адхунтаса. Білий колір символізує чистоту, зелений — флору регіону, а фіолетовий відсилає до кольору одягу Йоакима, який був, у християнській традиції, батьком Марії, матері Ісуса. Два хрести символізують Йоакима та святу Анну, які, за християнською традицією, були батьками Марії. Хрести також вказують на той факт, що назва міста Adjuntas перекладається іспанською мовою як скоригований [до], і належить до міст, розташованих поблизу сусіднього Коамо, герб якого мав такі хрести. Крім того, хрести були натхненні тими, що присутні на гербі Ільєскаса, міста в Кастилії-Ла-Манчі, Іспанія.  